# Skrajny Wołoszyn
Skrajny Wołoszyn, dawniej Zadni Garb (2088 m) – szczyt w Tatrach Wysokich, położony w środkowej części grzbietu Wołoszyna, oddzielającym Dolinę Waksmundzką od Doliny Roztoki.
Szczyt jest ostatnim na wschód z czterech wierzchołków noszących nazwę Wołoszyn. Skrajny Wołoszyn od strony zachodniej od Pośredniego Wołoszyna oddzielony jest Niżnią Wołoszyńską Przełęczą, natomiast na wschodzie graniczy z Wierchem nad Zagonnym Żlebem, od którego oddziela go płytka, nienazwana przełęcz. Spod Niżniej Wołoszyńskiej Przełęczy do Doliny Roztoki opada Skalnisty Żleb, natomiast w dolnych partiach zboczy Skrajnego Wołoszyna znajdują się Ciemnisty Żleb i Gaisty Żleb, przedzielone tzw. Nowym Spaleniskiem. Strome zbocza powyżej wymienionych żlebów noszą nazwę Półturnie. Od strony Doliny Waksmundzkiej położone są w okolicach Skrajnego Wołoszyna Pośrednia Waksmundzka Równica z małymi stawkami (Waksmundzkimi Okami) i Waksmundzka Równica.
Przez masyw Wołoszyna przeprowadzona została na początku XX wieku przez ks. Walentego Gadowskiego trasa Orlej Perci. Odcinek od Polany pod Wołoszynem do Krzyżnego od wielu lat jest jednak zamknięty, cały masyw Wołoszyna został natomiast objęty ścisłą ochroną i wyłączony z ruchu turystycznego i taternickiego.
Dawna nazwa Zadni Garb została nadana przez księdza Gadowskiego, któremu wygląd Wołoszyna przypominał wielbłąda o dwóch garbach.

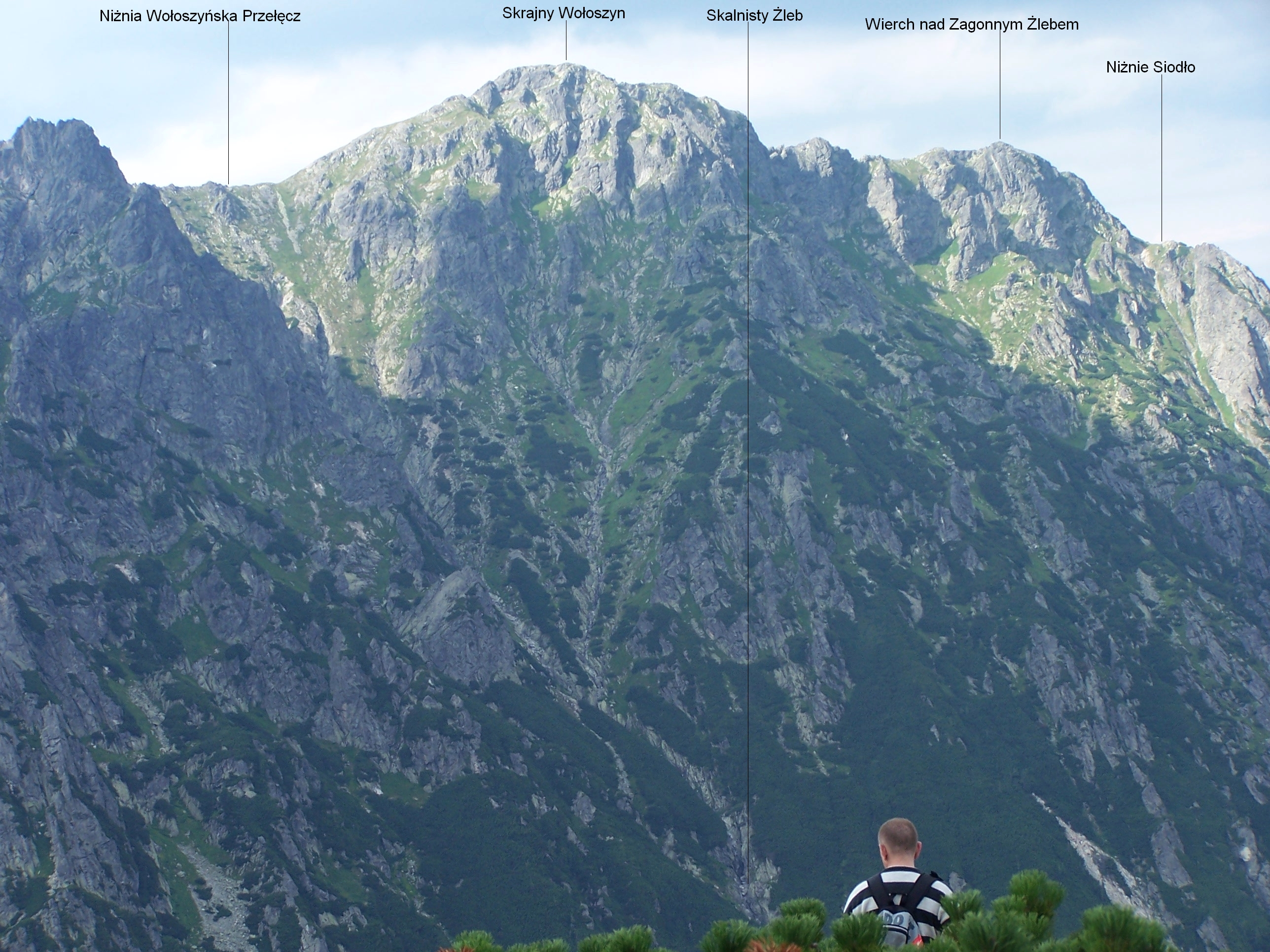
Widok ze Świstowej Czuby